# Rodoald
Rodoald (også Rodwald; ? – 653) var en langobardisk konge af Italien der regerede fra 652 til 653. Han var søn og arving til den tidligere konge Rothari og ligesom ham kristen arianer. Rodoald blev beskyldt for at bedrive hor med en anden langobarders hustru og blev dræbt af denne efter kun 5 måneder og 7 dage på tronen. Han blev efterfulgt af Aripert, der havde den katolske kirkes opbakning.